# Mniopetalum
Mniopetalum là một chi nấm thuộc họ Tricholomataceae.